# 官派律師
官派律師是一個中華人民共和國司法制度裡面的一種角色。一般來講中國大陸的法律援助機構會為經濟有困難的被告人安排律師，這些律師有些是在人民法院或看守所值班的律師。而官派律師就是指在敏感案件中由當局指派的律師。
在许多案件中，不少當事人與他們的親屬都對官派律師退避三舍。關於官派律師的爭議，主要是這些律師的獨立自主性被質疑，家屬不信他們會盡力辯護。而且有時就算當事人（特別是有關人權案件中）無經濟困難，執法部門都會要求被告必須聘用官派律師，同時要家屬解僱本來自己邀請的律師。此外有些官派律師不會通知被告家屬審訊日期或者判刑結果，甚至拒絕與家屬會面或者聯絡。

## 與官派律師相關的評論
- 2020年9月18日，中國維權律師關注組在《立場新聞》就12港人案發表文章，指責中國多次自稱為「法治國家」，卻強制要求使用「官派律師」，這不合法理[1]。
- 民主黨議員涂謹申就12港人案批評當局拒絕公開官派律師的資料，目的是不想負責任。涂謹申還表示，被捕者家屬不知道官派律師的名字，也無從得知律師是否見過被捕者、會不會代表被捕者上庭等[4]。
- 全国律协副会长、新闻发言人蒋敏在全国律协2017年度第二次新闻发布会表示反對給律師貼上官派律师或死磕律师的标签[5]。
- 香港律师会前会长蘇紹聰接受深圳衛視採訪時表示官派律师维护港人合法权益[6]。